# 화이트 크리스마스 (1997년 드라마)

《화이트 크리스마스》는 1997년 12월 17일부터 1998년 1월 8일까지 방송했던 SBS 수목 드라마로 각자 다른 환경 속에서 다른 생활을 꿈꾸며 살아가는 도시 남녀들의 이야기가 주요 내용이다.
한편, 부유층 젊은이들의 한심한 애정행각만 다룬다는 비판이 있었다.
아울러, 1998년 1월 5일부터 1월 11일까지 방송된 TV 드라마를 대상으로 한 소대도구 중심의 협찬 광고 현황 중 자사(SBS) 2위에 선정되는 불명예를 안았다.

## 등장 인물
- 황수정 : 재희 역
- 유태웅 : 준기 역
- 우희진 : 승미 역
- 조민기 : 윤호 역
- 박철 : 대일 역
- 김예린 : 정옥 역
- 윤유선: 승주 역
- 최광석 : 서 기자 역
- 박원숙 : 재희의 어머니 역
- 김선아
- 전운
- 정영숙
- 서혜린
- 민경조
- 김영철
- 고미영
- 조선주
- 이은희
- 편일태
- 양은용
- 최성호
- 이상훈
- 신은정
- 송지은
- 송희아

## 편성 변경
- 1997년 12월 24일 - 2~3회 연속
- 1998년 1월 1일 - 5~6회 연속

## 결방
- 1997년 12월 18일 - 《대통령선거 개표방송》 관계로 결방
- 1997년 12월 31일 - 특선영화 《영웅본색 2》 편성으로 결방